# Julien Brouillette
Julien Brouillette (* 5. Dezember 1986 in Grand-Saint-Esprit, Québec) ist ein ehemaliger kanadischer Eishockeyspieler, der im Verlauf seiner aktiven Karriere zwischen 2003 und 2018 unter anderem elf Spiele für die Washington Capitals und Winnipeg Jets in der National Hockey League (NHL) bestritten hat. Den Großteil seiner Karriere verbrachte der Verteidiger in der American Hockey League und ECHL, wo er insgesamt 623 Partien absolvierte.

## Karriere
Brouillette spielte während seiner Juniorenzeit zwischen 2003 und 2007 für die Saguenéens de Chicoutimi in der Ligue de hockey junior majeur du Québec (LHJMQ). Dabei trat der Verteidiger vor allem in seinen letzten beiden Jahren in der Liga mit 52 und  53 Scorerpunkten offensiv in Erscheinung. Dennoch verzichteten die Franchises der National Hockey League (NHL) darauf ihn im NHL Entry Draft auszuwählen.
Nach Beendigung seiner Juniorenkarriere schloss sich Brouillette daher den Columbia Inferno aus der ECHL an, wo er mit 17 Punkten aus 67 Spielen eine solide Rookiesaison verbrachte. Anschließend zog es ihn die folgenden beiden Spieljahre ab dem Sommer 2008 zum Ligakonkurrenten Charlotte Checkers. Im Verlauf der Saison 2009/10 sammelte er auch erstmals Erfahrungen in der höher angesiedelten American Hockey League (AHL) bei den Providence Bruins und dem Hartford Wolf Pack. Kurz vor dem Beginn der Spielzeit 2010/11 sicherte sich Brouillette als Free Agent einen Vertrag bei den Greenville Road Warriors aus der ECHL, die auf der Suche nach Verstärkungen für den Defensivbereich waren. Die Leistungen des Franko-Kanadiers mit 23 Punkten – darunter elf Tore – in den ersten 25 Saisonspielen machte schließlich erneut die AHL auf ihn aufmerksam, sodass sich im Dezember 2010 die Lake Erie Monsters seine Dienste sicherten. Im Trikot der Monsters beendete er die Spielzeit.
Im Sommer 2011 zog es den Abwehrspieler innerhalb der AHL zu den Hershey Bears, zu deren Stammkader er in den folgenden beiden Jahren gehörte. Noch vor Auslauf seines Zweijahresvertrages verlängerten die mit den Bears kooperierenden Washington Capitals aus der NHL den Vertrag des Kanadiers vorzeitig um ein Jahr. Zudem erweiterten sie den bestehenden Vertrag um Gültigkeit für sowohl die NHL aus auch AHL. Im Verlauf der Saison 2013/14 feierte Brouillette schließlich sein NHL-Debüt und bestritt zehn Partien. Hauptsächlich gehörte er aber weiter dem Kader der Hershey Bears an. Zur Spielzeit 2014/15 wechselte der Defensivakteur in das Franchise der Winnipeg Jets. Dort fand er sich erneut im AHL-Farmteam St. John’s IceCaps wieder, absolvierte neben 49 Spielen für das Team aber auch eine Begegnung für die Jets in der NHL.
Da sein Vertrag in Winnipeg nicht verlängert wurde, entschied sich Brouillette im Sommer 2015 schließlich zu einem Wechsel nach Europa. Dort unterzeichnete er einen Einjahresvertrag beim Karlskrona HK, der erst in der Vorsaison in die Svenska Hockeyligan (SHL) aufgestiegen war. Der erfahrene Verteidiger absolvierte die Saison 2015/16 als Mannschaftskapitän des Teams. Dieses Amt teilte er sich mit Tom Linder. Trotz einer katastrophalen Meisterschaftsrunde mit lediglich neun Siegen aus 52 Partien schaffte das Team in der Relegation den Klassenerhalt. Dennoch wurde der Vertrag des Kanadiers nicht verlängert, woraufhin er nach Nordamerika zurückkehrte. Dort wurde er im Sommer 2016 im Draft der Ligue Nord-Américaine de Hockey vorbehaltlich von den Cool FM 103,5 de Saint-Georges ausgewählt. Nach der Teilnahme an deren Trainingslager stieß er im September schließlich zum Team, ehe er im November einen Probevertrag bei den St. John’s IceCaps aus der AHL erhielt. Der Probevertrag wurde im Januar 2017 schließlich auf ein Engagement bis zum Saisonende ausgeweitet.
Im Sommer 2017 wechselte der Franko-Kanadier erneut nach Europa, wo er sich dem österreichischen Klub EC Red Bull Salzburg anschloss. Nach der Spielzeit beendete Brouillette im Alter von 31 Jahren seine aktive Karriere.

## Erfolge und Auszeichnungen
- 2011 Teilnahme am ECHL All-Star Game

## Karrierestatistik
(Legende zur Spielerstatistik: Sp oder GP = absolvierte Spiele; T oder G = erzielte Tore; V oder A = erzielte Assists; Pkt oder Pts = erzielte Scorerpunkte; SM oder PIM = erhaltene Strafminuten; +/− = Plus/Minus-Bilanz; PP = erzielte Überzahltore; SH = erzielte Unterzahltore; GW = erzielte Siegtore; 1 Play-downs/Relegation; Kursiv: Statistik nicht vollständig)